# Dmitri Iepifanovitch Kopylov
Dmitri Jepifanovitch Kopylov (en russe : Дмитрий Епифанович Копылов) était un explorateur russe de la Sibérie.

## Biographie
Kopylov était un ataman cosaque de Tomsk. En 1636, il partit vers l'est avec 50 cosaques de Tomsk pour découvrir de nouvelles terres et rechercher des étrangers qui n'étaient pas encore soumis à l'impôt de la couronne sur les zibelines. En juin 1638, l'ostrog Boutalski fut construit par son assistant Ivan Moskvitine à l'embouchure des rivières Maïa et Aldan. En raison de la pénurie d'argent en Russie, Kopylov a envoyé Moskvitine avec un commando de 30 hommes explorer les rivières et les montagnes jusqu'à la mer. Les Cosaques restés sur place explorèrent les environs. Moskvitine traversa les montagnes Djougdjour et atteignit la mer d'Okhotsk en août 1638. Son camp d'hiver, Oust-Illinskoïe, à l'embouchure de la rivière Oulia, fut la première colonie russe en Extrême-Orient. Au cours de l'hiver 1639/1640 , deux Kotschen ( voilier à rames pomors) de 17 m de long y furent construits. Le commandement de Moskvitine revint à Iakoutsk Ostrog, où il était attendu par le commandement de Kopylov. Ensemble, ils retournèrent à Tomsk en 1641. En 1643, Kopylov devint fils de boyard.
En 1645, Kopylov et Moskvitine présentèrent au prince voïvode de Tomsk Ossip Chtcherbatov un rapport sur l'équipement pour une expédition vers l'Amour. Cependant, ce plan n'a pas été mis en œuvre à cause de la campagne de Vassili Poïarkov. Ils se rendirent ensuite à Moscou, où ils furent généreusement récompensés.
Pendant le soulèvement de Tomsk de 1648-1649, Kopylov et son fils Grigori soutiennent le voïvode Chtcherbatov contre les insurgés qui le maltraitent.
Avec le fils du boyard Iouri Iedlovski, Kopylov a reçu l'ordre de construire l'Ostrog Sosnovy sur le Tom, au sud de Tomsk. Les fils de Kopylov ont fondé la colonie de Kopylovo sur l'affluent du Tom Bolchaïa Kirguiska, où vivent encore aujourd'hui les descendants de Kopylov.